# Roderich
Roderich (spanisch Rodrigo; † zwischen 19. und 26. Juli 711 am Guadalete) war von 710 bis 711 König der Westgoten in Hispanien. In der Legende wurde er als letzter Gotenkönig bekannt. Der größte Teil seines Lebens liegt im Dunkeln. Er kam als Gegner der Familie seines Vorgängers Witiza an die Macht und war unter den Adligen umstritten. Seine Niederlage gegen ein arabisch-berberisches Heer in der Schlacht am Río Guadalete, in der er fiel, führte zum Untergang des Westgotenreichs und zur muslimischen Eroberung der Iberischen Halbinsel.

## Name
Der Name Roderich ist germanischen Ursprungs und bedeutet in etwa „mächtig durch Ruhm“.

## Abstammung
Über Roderichs Abstammung informiert nur eine späte asturische Quelle, die Chronik des Königs Alfons III. von Asturien, doch besteht kein konkreter Anlass, die Glaubwürdigkeit ihrer Angaben zu bezweifeln. Dieser Quelle zufolge hieß Roderichs Vater Theodefred und war ein Sohn des Königs Chindaswinth (642–653) und Bruder des Königs Rekkeswinth. Mit dem Tod Rekkeswinths 672 und der anschließenden Wahl des nicht von Chindaswinth abstammenden Wamba zum König wurde die von Chindaswinth begründete Dynastie entmachtet. Demnach ist die Wahl Roderichs als Rückkehr zu der 672 verdrängten Dynastie Chindaswinths zu verstehen.
König Egica soll Theodefred verschwörerischer Absichten verdächtigt, deswegen seine Blendung angeordnet und ihn aus Toledo verbannt haben. Dem Bericht der Chronik zufolge lebte Theodefred dann in Córdoba, wo er eine Frau vornehmer Abstammung namens Ricilo heiratete, die Roderichs Mutter wurde. In Córdoba wuchs Roderich auf.

## Erhebung zum König
Vor seiner Thronbesteigung war Roderich wahrscheinlich als dux für die Verwaltung der Region Baetica zuständig. Die wichtigste Quelle für seinen Herrschaftsantritt ist die Mozarabische Chronik (früher auch Chronik von 754 und Continuatio Hispana genannt). Sie gilt als glaubwürdig, aber ihre Darstellung ist äußerst knapp, und ihre Angaben sind wegen der sehr mangelhaften Lateinkenntnis des anonymen Verfassers generell schwer verständlich. Diese Chronik berichtet, dass Roderich das Königreich (regnum; gemeint: die Königswürde) stürmisch (tumultuose) auf Aufforderung des „Senats“ erlangte. Die Frage nach dem Sinn dieser Aussage ist in der Forschung lange und ausführlich diskutiert worden. Einen Senat gab es bei den Westgoten nicht. Die Mehrheitsmeinung der spanischen und auch der deutschen Historiker ist, dass es sich um eine legale Königswahl nach geltendem Recht handelte und dass der „Senat“ die Versammlung der wahlberechtigten Adligen und Bischöfe war, die nach dem Tod des Königs Witiza zusammentrat. Das Vorgehen bei der Königswahl war durch die einschlägigen Bestimmungen des 4. Konzils von Toledo geregelt. Der Begriff „stürmisch“ bezieht sich demnach darauf, dass die Wahl nicht einmütig war, sondern gegen den Widerstand einer Minderheit erfolgte, weil die unterlegenen Anhänger der Familie Witizas das Erbrecht von dessen Söhnen geltend machen wollten.
Eine abweichende Auffassung vertritt Roger Collins. Er vermutet, dass Witiza von Roderich gestürzt und dabei wahrscheinlich getötet wurde. Diese Annahme ist allerdings spekulativ, da keine Quelle über einen Sturz und einen gewaltsamen Tod Witizas berichtet.
Früher meinten manche Historiker, dass König Agila II., der in der Endphase des Westgotenreichs einen Teil des Reichsgebiets beherrschte, ein Gegenkönig war, der etwa gleichzeitig mit Roderich erhoben wurde. Diese Auffassung wurde von Claudio Sánchez-Albornoz widerlegt, der gezeigt hat, dass Agila II. erst nach dem Tod Roderichs erhoben wurde. Als Beleg für eine Spaltung des Reichs durch ein Gegenkönigtum Agilas wird die Verteilung der Münzfunde angeführt; in manchen Gebieten (Tarraconensis, Septimanien) sind keine Münzen Roderichs gefunden worden, jedoch solche der früheren Könige und Agilas. Von Roderich sind nur zwölf Münzen erhalten, die alle in Toledo und „Egitania“ geprägt wurden. Diese geringe Anzahl von Zufallsfunden lässt aber keine weitreichenden Folgerungen zu; sie ist durch die sehr kurze Regierungszeit Roderichs erklärbar. Dass Agila nie mehr als einen Teil des Reichs beherrscht hat und daher seine Münzen nur dort verwendet wurden, ist ohnehin unstrittig. Eine Angabe der Mozarabischen Chronik über eine innere Auseinandersetzung unter den Westgoten bezieht sich auf die Zeit nach Roderichs Tod.

## Anlass der muslimischen Invasion
Späte Quellen berichten, dass ein gewisser Julian (von den Arabern Ilyan genannt), der Statthalter von Ceuta an der afrikanischen Küste, Verrat beging und damit den Vormarsch der Muslime begünstigte. Er soll sogar eine Schlüsselrolle bei der Invasion gespielt haben. Die Legende erzählt, Julian habe sich an Roderich rächen wollen, da dieser Julians Tochter geschwängert habe. Dieser populären, literarisch ausgeschmückten Legende wird von der seriösen Forschung keinerlei historische Glaubwürdigkeit zugebilligt. Ceuta gehörte nicht zum Westgotenreich, sondern zum Byzantinischen Reich. Es ist ungewiss, ob Julian existiert hat. Falls dies doch der Fall war, war er wahrscheinlich entweder ein (ehemaliger?) byzantinischer Befehlshaber in Nordafrika oder ein Berberfürst. Jedenfalls ist nicht davon auszugehen, dass er beim Untergang des Westgotenreichs eine wesentliche Rolle spielen konnte.
Christliche mittelalterliche Geschichtsschreiber behaupteten vom 9./10. Jahrhundert an, die Vernichtung des Westgotenreichs sei durch Landesverrat verursacht worden. Ihren Angaben zufolge haben die Söhne Witizas die Muslime zur Invasion eingeladen und ihren Vormarsch unterstützt, um sich an Roderich zu rächen, der sie um die Thronfolge gebracht hatte. Diese Behauptungen sind von der modernen Forschung als tendenziöse Erfindungen erwiesen worden.

## Die muslimische Invasion
Schon längere Zeit vor der Invasion von 711 hatten muslimische Einheiten Plünderungszüge in die damals noch von Roderich als dux verwaltete Baetica unternommen. Als das vorwiegend aus Berbern bestehende Heer der Muslime unter der Führung von Tāriq ibn Ziyād im Frühjahr 711 bei Gibraltar landete, befand sich Roderich im Norden auf einem Feldzug gegen die Basken. Im Sommer wandte er sich dem neuen Gegner zu. In der Schlacht am Río Guadalete, die acht Tage dauerte (19.–26. Juli 711), wurde das gotische Heer vernichtend geschlagen, und Roderich fiel. Obwohl die muslimische Eroberung des Westgotenreichs noch mehrere Jahre in Anspruch nahm, war mit dieser Schlacht bereits die Entscheidung gefallen. Die Reste der gotischen Streitmacht flohen nach Norden. Sie nahmen Roderichs Leichnam mit und bestatteten ihn in der Stadt Viseu in Nordportugal.
Roderichs Witwe Egilo heiratete später Abd el-Aziz, den muslimischen Statthalter der Iberischen Halbinsel, der im März 716 ermordet wurde. Abd el-Aziz wollte offenbar mit dieser Heirat seine Macht festigen; die Ehe mit der Königswitwe sollte ihm die Loyalität der christlichen Bevölkerung verschaffen.

## Rezeption

### Mittelalter
In den Jahrhunderten der muslimischen Herrschaft und der Reconquista suchten die Christen nach einer religiösen Erklärung für die Katastrophe, die der Untergang des Westgotenreichs aus ihrer Sicht war. Die christlichen Geschichtsschreiber führten die Niederlage auf den Zorn Gottes zurück. Dies setzte voraus, dass die Westgoten schwere Sünden begangen hatten, die auf solche Weise bestraft wurden. Daraus ergab sich eine sehr negative Beurteilung der letzten Westgotenkönige Witiza und Roderich. Im 13. Jahrhundert war die Legende von Roderichs angeblichen Ausschweifungen bereits voll ausgebildet, wie die Darstellung des Chronisten Rodrigo Jiménez de Rada zeigt.
Die Legende von Roderichs Vergewaltigung der schönen Tochter des Grafen Julian, der sich dann rächte, indem er die Araber zur Invasion veranlasste, taucht zuerst in muslimischen Quellen auf. Sie ist aber wohl unter mozarabischen Christen entstanden, wobei ursprünglich die Rolle des Vergewaltigers nicht Roderich, sondern Witiza zugewiesen wurde. Die erste christliche Quelle, die von der Schändung berichtet, ist eine lateinische Chronik (Chronica Pseudo-Isidoriana), die ein Mozaraber im arabischen Teil der Iberischen Halbinsel im späten 11. Jahrhundert verfasste. Dieser Chronist beschuldigt Witiza der Übeltat. Der unbekannte Verfasser der Historia Silense (frühes 12. Jahrhundert) ist der erste christliche Geschichtsschreiber, welcher – der arabischen Überlieferung folgend – Roderich als denjenigen bezeichnet, der Julians Tochter Gewalt antat. Nach seiner Darstellung hielt der König sie als Konkubine. Ab der ersten Hälfte des 13. Jahrhunderts verbreitete sich eine abweichende Version, wonach Roderich nicht die Tochter, sondern die Frau Julians entehrte.
Nach einer anderen Legende, die sich in Teilen der Iberischen Halbinsel verbreitete, entkam Roderich der Schlacht lebend und flüchtete verkleidet in das Kloster von Cauliniana bei Mérida. Von dort floh er zusammen mit einem Mönch des Klosters nach Westen, wobei sie ein wundertätiges Abbild der Madonna mitnahmen, um es vor den heranrückenden Muslimen zu retten. Die beiden lebten dann als Einsiedler in einer gebirgigen Gegend nahe dem heutigen portugiesischen Ort Nazaré. Nach Roderichs Tod blieb das Abbild der Gottesmutter dort versteckt, bis es nach der christlichen Rückeroberung der Gegend im Verlauf der Reconquista 1179 aufgefunden wurde. Die Madonna wurde dann als Nossa Senhora da Nazaré verehrt, und Nazaré wurde zu einem der bedeutendsten Zentren der Marienverehrung auf der Iberischen Halbinsel.

### Neuzeit
Im 16. Jahrhundert erschienen mehrere Druckausgaben der wohl um 1430 von Pedro de Corral verfassten Crónica del Rey don Rodrigo (Crónica sarracina). Dabei handelt es sich um eine phantasievolle literarische Gestaltung des Roderich-Stoffs. Auf diesem Werk fußten die dichterischen Bearbeitungen des Stoffs, die Romances del rey Rodrigo. Lope de Vega schrieb eine Komödie El postrer godo de España (Der letzte Gote Spaniens), die 1617 gedruckt wurde. Im 19. Jahrhundert griff der Dichter José Zorrilla y Moral in einem Einakter El puñal del godo (Der Dolch des Goten) das Thema auf. 1875 veröffentlichte Felix Dahn die Tragödie König Roderich.